# Забрезница
Забрезница (словен. Zabreznica) је насељено место у општини Жировница, Горењска регија, Словенија.

## Историја
До територијалне реорганизације у Словенији била је у саставу старе општине Јесенице.

## Становништво
У попису становништва из 2011. године, Забрезница је имала 507 становника.
| Број становника према пописима | Број становника према пописима | Број становника према пописима |
| ------------------------------ | ------------------------------ | ------------------------------ |
| 1991                           | 2002                           | 2011                           |
| 484                            | 496                            | 507                            |

Напомена: Године 2016. извршена је мања размена територија између насеља Брезница и Забрезница.

## Галерија
- улаз у Забрезницу
- зимски пејзаж
- поглед из Забрезнице ка Триглаву
- језеро Завршница, високо изнад планина Стол (2.236 m), највиша у венцу Караванки